# Studio Magazin
Das Studio Magazin ist eine deutschsprachige Fachzeitschrift für professionelle Audiotechnik. Sie erscheint monatlich in der Studio Presse Verlags GmbH und ist ausschließlich per Abonnement zu beziehen.

## Geschichte
Gründer des Verlages waren Fritz Fey und Ernst Müller. Die erste Ausgabe erschien im Januar 1978. Seit Dezember 1994 ist Fritz Fey alleiniger Gesellschafter und Geschäftsführer des Unternehmens. Für seine Verdienste um die Tonstudiobranche erhielt er 2017 die Ehrenmedaille des Verbandes Deutscher Tonmeister (VDT). Anlässlich des 40-jährigen Heftjubiläums wurden die ersten 100 Hefte digitalisiert und online gestellt.
Bis 1986 veränderten sich sowohl Titel als auch Untertitel des Magazins. In den ersten Jahren erschien das Magazin unter dem Namen „Studio“, erst ab Oktober 1984 hieß es „Studio Magazin“. Die Untertitel wechselten gleich mehrfach: Hieß es anfangs „Zeitschrift für den Studio- und Produktionsbereich“ (Heft 1–15), wurde es bald zur „Fachzeitschrift für Tonstudio und Musikproduktion“ (Heft 16–76), dann zur „Fachzeitschrift für professionelle Audio- und Videotechnik“ (Heft 77–95) bis sich schließlich nach einer konzeptuellen Überarbeitung die noch heute gültige Bezeichnung „Fachzeitschrift für professionelle Audiotechnik“ durchsetzte (ab Heft 96). 
Inhaltlich bietet das Magazin Testberichte mit eigenen Messungen, Brancheninformationen, Interviews, Fachbeiträge sowie Berichte über Messen und Tagungen. Einige Themenfelder aus der Anfangszeit des Magazins sind im Laufe der Zeit verschwunden, darunter die Videotechnik, die Rundfunktechnik (FM Magazin) oder auch Beiträge über elektronische Musikinstrumente. Für Gerätetests wird u. a. das verlagseigene Tonstudio genutzt.
Von 2012 bis 2017 erschien für 25 Ausgaben im vierteljährlichen Turnus die Publikation Studio eMagazin mit eigenständig konzipiertem Inhalt.